# 衛生福利部臺東醫院
衛生福利部臺東醫院（英語：Taitung Hospital, MOHW）位於臺灣臺東縣臺東市，為臺東縣重要大型醫院之一，簡稱臺東醫院。最初成立為臺灣日治時期，為全臺6間超過百年歷史的醫院之一，目前為行政院衛生福利部旗下的醫療機構。

## 沿革

### 日治時期
臺東醫院最初成立於1896年臺灣日治時期時，由於臺灣總督府計畫將在臺灣各地設立公立醫院以作為各地區醫療發展的重要據點，因此總督府首先在1895年設置臺北病院後，隔年陸續在各地成立十一所府立醫院，並包含臺東醫院的前身臺東診療所，院址位於卑南街上。1898年二度遷址到中山路上，更名為臺灣總督府立臺東醫院。
臺灣首位原住民西醫南志信曾於該時期的臺東醫院任職長達20年之久。

### 戰後至今
臺灣戰後初期國民政府接收臺灣後將原隸屬於臺灣總督府的臺東醫院改隸屬於臺灣省政府旗下。1964年遷移至臺東市五權街上的現址，並興建4層樓之醫療大樓（目前為門診部大樓）。2003年1月1日臺東醫院於臺東縣成功鎮成立成功分院。2015年7月臺東醫院成功分院曾傳出即將關閉急診業務之消息，成功鎮居民聽聞後引起恐慌。對此臺東醫院本院院長祝年豐表示，成功分院是花東海岸地區唯一有急診的醫療院所，因此急診室決不會沒有醫師，關閉急診業務之消息為虛驚一場。
2015年11月24日臺東醫院舉辦創院120週年之慶祝活動，於一樓院區走廊上放置展示櫃，並展出自日治時期末期到臺灣戰後初期臺灣總督府立臺東醫院的移交清冊，還有現行醫療院所已淘汰的視力檢查設備、砝碼等。另外在牆面上掛放臺東醫院自日治時期至今變革之院區建築對照。該院現任秘書陳以仁為一曾遭判刑定讞之更生人
2016年成功分院血液透析室從原本4張病床擴增至8張病床，並調請醫師支援血液透析之業務。2017年10月底成功分院血液透析室再次擴建完工，洗腎病床數從原來的8張擴增至16張，為臺東市以北花東海岸地區唯一之血液透析治療單位，洗腎中心擴建完成受惠成功鎮、長濱鄉及東河鄉等3個鄉鎮地方居民，並且臺東醫院方面也自行聘請一位腎臟專科醫師及兩位洗腎訓練合格之醫師協助負責擴大之血液透析業務。

## 資料來源
1. 1 2 3  王秀亭. . 自由時報. 2015-11-24  [2017-10-23]. （原始内容存档于2019-06-11） （中文（臺灣））.
2. ↑  林靖修. . 中央研究院台灣史研究所.   [2017-10-23]. （原始内容存档于2020-08-10） （中文（臺灣））.
3. 1 2 3 4  . Taitung Hospital.   [2017-10-23]. （原始内容存档于2017-10-25） （英语）.
4. ↑  陳偉克. . 民報. 2016-11-06  [2017-10-23]. （原始内容存档于2019-11-11） （中文（臺灣））.
5. ↑  王秀亭. . 自由時報. 2015-07-05  [2017-10-23]. （原始内容存档于2019-06-29） （中文（臺灣））.
6. 1 2  王兆麟. . ETNEWS新聞雲. 2017-10-21  [2017-10-23]. （原始内容存档于2019-06-05） （中文（臺灣））.
7. . 衛生福利部臺東醫院-成功分院.   [2017-10-23] （中文（臺灣））.[]

## 外部連結
- 衛生福利部臺東醫院 （页面存档备份，存于）

22°45′26″N 121°09′02″E / 22.757346°N 121.150645°E